# São Mateus (distrito)
Sede ou São Mateus é um distrito do município de São Mateus, no Espírito Santo . O distrito possui  cerca de 66 400 habitantes e está situado na região leste do município .